# Tympanalorgan

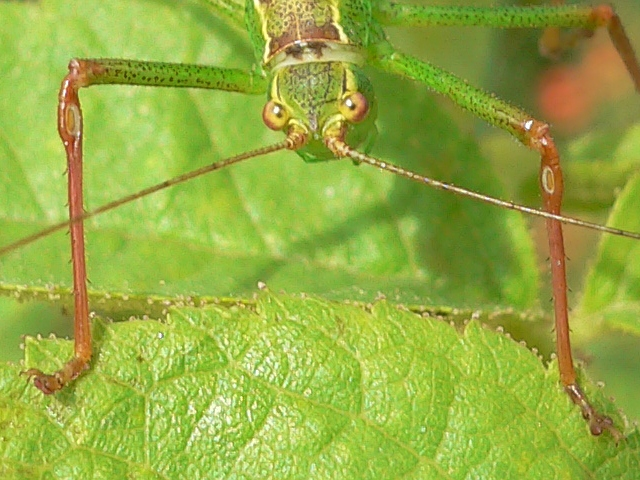
Paarige Tympanalorgane an den Vorderbeinen der Punktierten Zartschrecke (Leptophyes punctatissima)

Das Tympanalorgan ist das Schallsinnesorgan zahlreicher Insekten, das als Rezeptoren Scolopidien enthält, die innen auf einer verdünnten Region der Cuticula, dem Trommelfell (Tympanum) aufsitzen. Man findet das Organ beispielsweise bei Arten der Heuschrecken und Grillen, Zikaden, Wanzen und Schmetterlinge.
Das Tympanum befindet sich auf einer erweiterten Trachee, ist somit innen wie außen von Luft begrenzt und schwingt, wenn es von Schallwellen getroffen wird. Die Schwingungen rufen in den Scolopidien eine Erregung hervor. Tympanalorgane sind Schalldruckgradientenempfänger (auditive Wahrnehmung). Sie liegen bei Laubheuschrecken und Grillen in den Tibien der Vorderbeine, bei Feldheuschrecken, Zikaden und Schmetterlingen in Brust- oder Hinterleibssegment.